# Personale amministrativo, tecnico e ausiliario
Il personale amministrativo, tecnico e ausiliario (abbreviato anche personale ATA), come in Italia, è il personale non docente che lavora nella scuola italiana. 
La disciplina generale è contenuta nel d.lgs. 16 aprile 1994, n. 297. L'inquadramento e le mansioni, dopo la contrattualizzazione del pubblico impiego precedente l'avvio della privatizzazione del diritto del lavoro pubblico in Italia, sono state stabilite dal CCNL "Istruzione e Ricerca".

## Caratteristiche generali

### Compiti e funzioni
I compiti del personale ATA possono essere riassunti dalle mansioni inerenti:
1. le attività espressamente previste dall'area di appartenenza;
2. da incarichi specifici che, nei limiti delle disponibilità e nell'ambito dei profili professionali, comportano l'assunzione di responsabilità ulteriori, e dallo svolgimento di compiti di particolare responsabilità, rischio o disagio, necessari per la realizzazione del piano dell'offerta formativa.

Inoltre il personale ATA - similmente a quello docente in Italia - può essere titolare di incarichi di supplenze in caso di carenza del personale docente e comunque entro la data 31 dicembre dell'anno scolastico qualora non sia possibile provvedere alla copertura di tali incarichi e sempreché essi non siano già stati assegnati a personale già di ruolo.
Rappresentanti del suddetto personale formano, insieme al dirigente scolastico, ai rappresentanti degli insegnanti, ai rappresentanti dei genitori e degli studenti (questi ultimi solo per le scuole secondarie di secondo grado), il Consiglio d'Istituto.

### Profili professionali
Ai sensi del decreto del Ministro della Pubblica Istruzione 19 aprile 2001 n. 75 i profili professionali previsti sono quelli di:
- Assistente amministrativo;
- Assistente tecnico;
- Addetto alle aziende agrarie;[2]
- Collaboratore scolastico;
- Operatore Scolastico;
- Cuoco;
- Guardarobiere;
- Direttore dei Servizi Generali e Amministrativi (DSGA).

## Selezione del personale
La selezione del personale avviene tramite concorso pubblico per titoli e/o titoli ed esami, a seconda della qualifica per la quale si concorre, emanato del MiUR. In ciascuna scuola in Italia sono presenti delle graduatorie da utilizzare per gli incarichi conferibili al personale ATA.
Dal punto di vista provinciale, sono previste due tipologie di graduatorie:
1. graduatorie provinciali permanenti:[3] alle quali si accede tramite concorso per soli titoli per l’accesso ai ruoli provinciali relativi ai profili professionali dell’area A e B. Il concorso è bandito annualmente dall'ufficio scolastico regionale per ciascun profilo professionale ed è riservato a coloro che abbiano prestato 24 mesi di servizio nelle scuole pubbliche, anche non continuativo, nello stesso profilo professionale per il quale si concorra. Le graduatorie provinciali permanenti sono utilizzate per il conferimento di incarichi a tempo indeterminato, in base al numero di unità stabilito annualmente per decreto ministeriale. L’inserimento in questo graduatorie comporta anche l’inserimento nelle graduatorie di circolo e d’Istituto di prima fascia.
2. graduatorie provinciali ad esaurimento: tali graduatorie sono utilizzate per il conferimento di supplenze annuali e temporanee fino al termine delle attività didattiche. L’inserimento in queste graduatorie comporta anche l’inserimento nelle graduatorie di circolo e d’Istituto di seconda fascia.

Presso ogni istituto scolastico sono poi le graduatorie d'istituto, divise a loro volta in tre fasce, che determinano l’ordine secondo il quale sono convocati i candidati:
- I fascia: sono presenti i candidati inseriti nelle graduatorie provinciali permanenti;[3]
- II fascia: sono presenti i candidati inseriti nelle graduatorie provinciali ad esaurimento;[4]
- III fascia: sono presenti i candidati in possesso dei titoli di accesso ai profili professionali previsti dal bando di concorso che viene emanato dal MIUR con cadenza triennale.

I titoli di studio richiesti sono diversi per i vari profili a partire dal diploma scolastico e/o di formazione professionale fino alla laurea magistrale; per il profilo del "Direttore dei Servizi Generali e Amministrativi " (DSGA) è richiesto il possesso di una laurea specialistica/magistrale in giurisprudenza; in scienze politiche sociali e amministrative; in economia e commercio o titoli equipollenti. Con il solo possesso del titolo di studio richiesto si può chiedere di essere inclusi nelle graduatorie d'istituto di III fascia (tranne per i DSGA), che vengono utilizzate dalle scuole per l'assunzione dei supplenti in sostituzione del personale assente. Gli aggiornamenti sono triennali.
Le assunzioni a tempo indeterminato (escluso i DSGA) avvengono dalle graduatorie permanenti (24 mesi) che si aggiornano/integrano di anno in anno con l'inclusione di coloro che hanno già maturato almeno 24 mesi di servizio come ATA nella scuola statale. Per i DSGA esistono specifiche regole per le assunzioni a tempo determinato sui posti liberi che avvengono dalle precedenti graduatorie di concorso per responsabili amministrativi o utilizzando assistenti amministrativi già in servizio. La sostituzione temporanea per assenze avviene, di norma, con un incarico ad un assistente amministrativo in servizio nella scuola. Le assunzioni a tempo indeterminato avvengono dalle graduatorie dei concorsi ordinari.

## Profili di area

### Area A
- Il Collaboratore scolastico (ex bidello) è addetto ai servizi generali della scuola con compiti di accoglienza e di sorveglianza degli alunni, nei periodi antecedenti e successivi alle attività didattiche, di pulizia dei locali, degli spazi scolastici e degli arredi, di vigilanza e assistenza durante il pasto, di custodia e di sorveglianza generica sui locali della scuola e di collaborazione con i docenti.

### Area As
- Collaboratore scolastico addetto all'azienda agraria è addetto prevalentemente alle aziende agrarie nelle scuole con indirizzo agrario o forestale.

### Area B
- Assistente amministrativo può essere addetto, con responsabilità diretta, alla custodia e alla registrazione del materiale. Ha competenza nella tenuta dell'archivio e del protocollo. Esegue attività lavorativa richiedente specifica preparazione professionale e capacità di esecuzione delle procedure anche con l'utilizzazione di strumenti di tipo informatico.
- Assistente tecnico dà supporto tecnico allo svolgimento delle attività didattiche. Garantisce l'efficienza e la funzionalità dei laboratori.
- Cuoco lavora nelle mense dei convitti delle scuole secondarie di secondo grado.
- Infermiere come la figura del cuoco è prevista nelle scuole con convitto annesso.

### Area C
- Coordinatore amministrativo ha autonomia operativa e responsabilità diretta nell'esecuzione degli atti di ordine amministrativo contabile di ragioneria e di economato. Coordina gli addetti dell'area B e può sostituire il DSGA (Direttore dei servizi generali e amministrativi).
- Coordinatore tecnico svolge servizi tecnici nell'area di riferimento assegnata, si occupa della conduzione tecnica dei laboratori, delle officine e dei reparti di lavorazione e coordina più addetti dell'area B.

### Area D
- Direttore dei servizi generali e amministrativi sovrintende, con autonomia operativa, ai servizi generali amministrativo-contabili. Organizza le attività di tutto il personale ATA.